# 迷你動畫劇集
迷你動畫劇集（日语：ミニ番組、隙間番組、ショートアニメ）又稱動畫短劇、動畫迷你劇、卡通迷你劇，在ACG愛好者中亦戲稱其為泡麵番。
迷你動畫劇集是指篇幅较短的動畫劇集，此類短篇動畫往往製作投入較為精簡，時長不超过正常连载电视动画每集的一半，一般不足15分鐘，有时可能不足一分鐘。此外，有時片头、片尾更會佔去半分鐘或以上，導致实际内容變得更短。個別日本动画制作公司會先以几集短篇连载作为預熱，测试市场反应，为推出正式版作鋪陳准备。不少歐美短篇動畫選擇在YouTube或其他影音網站平台放映，故有別稱Webisode（網集）。

## 別稱
「泡麵番」名稱的由來是因其時長接近一份泡麵的準備時間而得名，觀衆中亦引申出“喝水番”、“泡茶番”、“憋氣番”（觀看時自我挑戰全程憋氣）等派生稱謂。